# Alpska liga 1991/92
Alpska liga 1991/92 je bila prva sezona Alpske lige. Naslov prvaka je osvojil klub HC Devils Milano, ki je v finalu premagal HC Bolzano. 

## Redni del

### Skupina A
| Poz | Klub           | OT | TOČ | Z  | P  | DG  | PG  | GR  |
| --- | -------------- | -- | --- | -- | -- | --- | --- | --- |
| 1   | HC Milano      | 18 | 32  | 16 | 2  | 102 | 56  | +46 |
| 2   | EC VSV         | 18 | 28  | 14 | 4  | 104 | 62  | +42 |
| 3   | EV Innsbruck   | 18 | 26  | 13 | 5  | 85  | 70  | +15 |
| 4   | HC Varese      | 18 | 22  | 11 | 7  | 76  | 70  | +6  |
| 5   | Wiener EV      | 18 | 20  | 10 | 8  | 80  | 59  | +21 |
| 6   | EK Zell am See | 18 | 18  | 9  | 9  | 70  | 80  | -10 |
| 7   | Olimpija Hertz | 18 | 12  | 6  | 12 | 79  | 75  | +4  |
| 8   | SHC Fassa      | 18 | 12  | 6  | 12 | 80  | 93  | -13 |
| 9   | HC Pustertal   | 18 | 8   | 4  | 14 | 76  | 103 | -27 |
| 10  | HC Fiemme      | 18 | 2   | 1  | 17 | 51  | 135 | -84 |

### Skupina B
| Poz | Klub             | OT | TOČ | Z  | P  | DG  | PG  | GR   |
| --- | ---------------- | -- | --- | -- | -- | --- | --- | ---- |
| 1   | HC Devils Milano | 18 | 36  | 18 | 0  | 144 | 46  | +98  |
| 2   | HC Bolzano       | 18 | 24  | 12 | 6  | 114 | 67  | +47  |
| 3   | Asiago Hockey    | 18 | 24  | 12 | 6  | 114 | 73  | +41  |
| 4   | EC KAC           | 18 | 22  | 11 | 7  | 85  | 79  | +6   |
| 5   | HC Alleghe       | 18 | 18  | 9  | 9  | 109 | 95  | +14  |
| 6   | HK Jesenice      | 18 | 18  | 9  | 9  | 104 | 95  | +9   |
| 7   | EC Graz          | 18 | 18  | 9  | 9  | 90  | 86  | +4   |
| 8   | VEU Feldkirch    | 18 | 12  | 6  | 12 | 79  | 89  | -10  |
| 9   | HK Bled          | 18 | 6   | 3  | 15 | 52  | 114 | -62  |
| 10  | USG Zoldo        | 18 | 2   | 1  | 17 | 48  | 195 | -147 |

### Najboljši strelci
| Poz | Igralec         | Klub           | G  | A  | T  |
| --- | --------------- | -------------- | -- | -- | -- |
| 1   | Mario Simioni   | Asiago Hockey  | 26 | 29 | 55 |
| 2   | John Tucker     | Asiago Hockey  | 17 | 34 | 51 |
| 3   | Alfie Turcotte  | EC VSV         | 17 | 33 | 50 |
| 4   | Pat Micheletti  | Asiago Hockey  | 23 | 23 | 46 |
| 5   | Maurizio Mansi  | HC Pustertal   | 20 | 24 | 44 |
| 6   | Robert Ginnetti | HC Alleghe     | 16 | 26 | 42 |
| 7   | Bill Gardner    | EC Graz        | 6  | 36 | 42 |
| 8   | François Guay   | EV Innsbruck   | 19 | 22 | 41 |
| 9   | Dušan Pašek     | SHC Fassa      | 19 | 22 | 41 |
| 10  | Mark Johnson    | EK Zell am See | 13 | 28 | 41 |

## Končnica

### Polfinale
|  | HC Milano | 3:4 | HC Bolzano |  |

| Poročilo tekme | Poročilo tekme | Poročilo tekme  | Poročilo tekme | Poročilo tekme |
| -------------- | -------------- | --------------- | -------------- | -------------- |
|                |                | (0:0, 2:2, 1:2) |                |                |

|  | HC Devils Milano | 4:2 | EC VSV |  |

| Poročilo tekme | Poročilo tekme | Poročilo tekme  | Poročilo tekme | Poročilo tekme |
| -------------- | -------------- | --------------- | -------------- | -------------- |
|                |                | (1:2, 2:0, 1:0) |                |                |

### Za tretje mesto
*-po podaljšku.
|  | HC Milano | 5:6* | EC VSV |  |

| Poročilo tekme | Poročilo tekme | Poročilo tekme       | Poročilo tekme | Poročilo tekme |
| -------------- | -------------- | -------------------- | -------------- | -------------- |
|                |                | (2:0, 1:2, 2:3, 0:1) |                |                |

### Finale
|  | HC Devils Milano | 8:0 | HC Bolzano |  |

| Poročilo tekme | Poročilo tekme | Poročilo tekme  | Poročilo tekme | Poročilo tekme |
| -------------- | -------------- | --------------- | -------------- | -------------- |
|                |                | (2:0, 3:0, 3:0) |                |                |